# Blogosfera
Una blogosfera, també coneguda com a món de blogs o univers de blogs, és la comunitat o xarxa social d'un grup de blogs i els seus bloguers. Gràcies a característiques com els canals web, els comentaris i els enllaços, alguns blogs poden connectar-se més o menys densament entre ells a partir de la mútua lectura, participació i referència dels seus autors, generant així en conjunt una cultura pròpia. Hom es refereix també a la comunitat al voltant de tots els blogs existents a Internet com a la blogosfera.
El terme original (blogosphere en anglès) fou creat per Brad L. Graham el 10 de setembre del 1999 com una broma. L'any 2001, William Quick l'utilitza de forma molt més seriosa i des d'aquell moment es popularitzà.
La llengua catalana és la vuitena amb més producció a la blogosfera. Per referir-se a la blogosfera en el marc del català, s'ha utilitzat el terme «catosfera».